# Caspe
Caspe (aragónul Casp) település Spanyolországban,  Zaragoza tartományban. Caspe Alcañiz, Samper de Calanda, Escatrón, Chiprana, Sástago, Bujaraloz, Peñalba, Fraga, Mequinenza, Fabara és Maella községekkel határos. Lakosainak száma 10 432 fő (2024).

## Népesség
A település népessége az utóbbi években az alábbiak szerint változott:
| Lakosok száma | 7593 | 7870 | 8495 | 9728 | 9885 | 9927 | 9491 | 9748 | 10 220 | 10 432 |
|               | 2001 | 2004 | 2007 | 2009 | 2012 | 2014 | 2017 | 2019 | 2022   | 2024   |